# Autoba brunneata
Autoba brunneata là một loài bướm đêm trong họ Erebidae.